# 茂里町停留場
茂里町停留場（日语：／ Mori-machi teiryūjō */?），又稱茂里町電車站，是位於長崎縣長崎市目覺町，長崎電氣軌道本線的電車站。車站編號為23。

## 歷史
此電車站在1932年（昭和7年）以竹之久保通停留場（日语：／）的名義啟用。後來在太平洋戰爭下的1944年（昭和19年）起開設急行運輸，此電車站廢止。在戰後的1954年（昭和29年），於新線上再次開設電車站。電車站在1966年（昭和41年）改名為茂里町。
另外截至戰時，曾經設有名為「茂里町」的電車站。該舊·茂里町停留場在1919年以本社前停留場（日语：／）的名義啟用。該電車站是位於此電車站與錢座町停留場之間（32°45′45.2″N 129°51′54.5″E / 32.762556°N 129.865139°E）。當時，「本社前」停留場這個電車站名稱是取自該電車站附近的長崎電氣軌道總部，另外附近也設有[車廠]]（茂里町車庫）。後來該電車站於1936年（昭和11年）改名為茂里町，與此電車站一樣在1944年開設急行運輸時廢止，自從再沒有重開電車站。

### 年表
- 約1919年 - 本社前停留場啟用[1]。
- 1921年（大正10年）5月23日 - 茂里町車庫被燒毀[4]。
- 1932年（昭和7年）3月 - 此電車站啟用，當時名為竹之久保通停留場[1]。
- 1934年（昭和9年）8月27日 - 總部遷移至出來大工町[4]。
- 1936年（昭和11年）9月 - 本社前停留場改名為茂里町停留場[1]。
- 1937年（昭和12年）5月1日 - 茂里町車庫廢止[5]。
- 1944年（昭和19年）1月 - 隨著開始急行運輸，竹之久保通和茂里町兩座電車站廢止[1]。
- 1954年（昭和29年）2月1日 - 竹之久保通停留場於新線上重開[1][2]。
- 1966年（昭和41年）9月20日 - 竹之久保通停留場改名為茂里町停留場[1]。
- 2000年（平成12年）12月13日 - 電車站進行裝修[6]。

## 電車站構造
電車站是建造在共用行車道上。電車站設有2面2線的低地台相對式月台。東邊為長崎站前方向月台，西邊為赤迫方向月台。

### 運行系統
此電車站是本線電車站之一。當中1、2、3系統駛入此站。

### 茂里町車庫
茂里町車庫曾經為長崎電氣軌道的車廠。在1916年（大正5年）由當時的鐵道院提供了浦上站內用地建設車廠。該處成為了電車啟用當初的總部，以及集結了各部門的設施。在1921年，車廠發生火警而被燒毀，一些電車被燒毀，使一度車輛數目不足。後來車廠重建，隨著螢茶屋車庫啟用，茂里町車庫於1937年停用。車庫已經拆毀，現時並沒有留下任何遺蹟。

## 使用狀況
根據「長崎電軌」的調査，以下為1日的上下車人次資料。
- 1998年 - 3,678人[12]
- 2015年 - 3,600人[13]

以下為1日平均上下車人次變化：
| 年度   | 1日平均 上下車人次 |
| ------ | ------------------ |
| 2011年 | 3,218              |
| 2012年 | 3,886              |
| 2013年 | 3,600              |
| 2014年 | 3,700              |
| 2015年 | 3,600              |

## 電車站周邊
曾經電車站鄰近長崎巴士茂里町營業所，後來在2006年8月31日廢止，遺址變成附設巴士總站的綜合商業設施「未來長崎COCOWALK」。而電車站鄰近的長崎巴士、縣營巴士「茂里町」巴士站也改名為「COCOWALK茂里町」。
電車站也鄰近長崎新聞社、NCC長崎文化放送、長崎磚館。
- 茂里町心臟中心
- 坂本國際墓地（日语：坂本国際墓地）

## 相鄰電車站
長崎電氣軌道
本線（■1號系統、□2號系統、■3號系統）
浦上駅前（22）－茂里町（23）－錢座町（24）

## 注腳
1. 1 2 3 4 5 6 7 8 9 10 11 12  今尾 2009，第57頁.
2. 1 2 3 4  100年史，第128–129頁.
3. 1 2  田栗 2005，第43頁.
4. 1 2 3  田栗 2005，第157頁.
5. 1 2 3  100年史，第18頁.
6. ↑  田栗 2005，第156頁.
7. ↑  100年史，第130頁.
8. 1 2  川島 2013，第47頁.
9. 1 2  田栗 & 宮川 2000，第54頁.
10. ↑  田栗 2005，第144頁.
11. ↑  田栗 & 宮川 2000，第93頁.
12. 1 2  田栗 & 宮川 2000，第53頁.
13. ↑  100年史，第124頁.
14. ↑  国土数値情報(駅別乗降客数データ) （页面存档备份，存于）（日語） - 國土交通省，2018年3月26日參閲。